# Згорне Сечово
Згорне Сечово (на словенски: Zgornje Sečovo) е село в Словения, Савински регион, община Рогашка Слатина. Според Националната статистическа служба на Република Словения през 2002 г. селото има 103 жители.